# Београдска филхармонија
Београдска филхармонија је најстарији симфонијски оркестар у Србији. Филхармонији је 2023. године додељен Сретењски орден првог реда.

## Историјат

### Први кораци
Период између два светска рата у Београду обележила су настојања музичара да обогате и унапреде уметнички живот престонице, угледајући се на велике европске метрополе. Тако је оркестар, састављен од музичара Опере Народног позоришта, наставника београдских музичких школа и неколицине аматера, 13. јуна 1923. године, одржао свој први концерт под званичним именом Београдска филхармонија. Њен оснивач, уметнички директор и шеф диригент био је Стеван Христић (1885-1958), један од најзначајнијих српских композитора и диригената. Упркос лошим условима рада и бројним проблемима, Филхармонија је током овог, тзв. Христићевог периода (1923—1936), установила систем претплатничких концерата, са гостовањима домаћих и страних уметника, и започела рад на савлађивању класичног, као и тада савременог репертоара.
Након првог међународног гостовања које је оркестар остварио у Софији, 1936. године, уметничко вођство преузео је Ловро Матачић (1899-1985), који је значајно допринео подизању извођачког нивоа и реномеа Београдске филхармоније, на чијем челу је био до почетка Другог светског рата. У том периоду, на концертном подијуму су се, у интерпретацији Београдске филхармоније, могле чути симфоније Брукнера и Малера, али и Хендловог Месије, Бетовенове Мисе солемнис и концертно извођење Вагнеровог Парсифала. Од тада датира и почетак сарадње са оркестрима из региона – Загребачком и Словеначком филхармонијом, које су у пуном саставу одржавале заједничке концерте. У овом периоду остварени су и први већи уметнички резултати, са гостовањима диригената Дмитрија Митрополуса, Јозефа Крипса, пијаниста Алфреда Кортоа, Карла Цекија, Николаја Орлова и Никите Магалова, виолинисте Георга Куленкампфа, виолончелиста Пјера Фурнијеа и Енрика Мајнардија, као и вокалних уметника Зинке Кунц, Бахрије Нури-Хаџић, Меланије Бугариновић и Јосипа Ријавеца.
Филхармонија је први пут прославила славу 17. децембра 1940, св. Јована Дамаскина.

### Послератне године
Након ратног периода, у којем није било организоване концертне активности, Филхармонију преузима композитор и диригент Оскар Данон (1913-2009), под чијом је управом, осамнаест дана после ослобођења Београда, 7. новембра 1944. године, одржан први послератни концерт. Те године су у највећој мери обележили пригодни концерти који су пратили значајне догађаје и различите државне манифестације.
Оркестар је добио своју званичну аутономију 1951. године, назив Симфонијски оркестар Народне Републике Србије, као и новог шефа диригента, Крешимира Барановића (1894-1975). Само годину дана касније, оркестру је трајно враћено име Београдска филхармонија, које носи и данас. Током Барановићевог десетогодишњег мандата директора и шефа диригента, оркестар се усталио као ансамбл, са редовним наступима и абонманским концертима, а начињени су и први кораци у правцу децентрализације музичког живота. Тако је Филхармонија, поред редовних концерата у дворанама Дома синдиката и Илије М. Коларца (у којој и данас свира), такође наступала и у домовима културе, школама, биоскопима, па и фабричким халама широм Србије, али и остварила гостовања у Грчкој, Либану, Египту и Румунији. У том периоду, оркестром Београдске филхармоније је 1958. године, као лауреат диригентског такмичења у Ливерпулу, први пут дириговао и Зубин Мехта, чија посебна веза са оркестром и велико међусобно пријатељство трају и данас.

### Златно доба
Барановића је 1961. године наследио Живојин Здравковић (1914-2001), који је Филхармонију, кроз њено тзв. златно доба, предводио до 1978. године. Уз Барановића и Здравковића, оркестар је често предводио и Ђура Јакшић, а од домаћих уметника наступали су диригенти Богдан Бабић, Душан Сковран, Младен Јагушт, Борислав Пашћан и Душан Миладиновић, виолиниста Бранко Пајевић, пијанисти Душан Трбојевић и Андрија Прегер, флаутиста Миодраг Азањац, кларинетиста Ернест Ачкун, као и вокални солисти Мирослав Чангаловић, Милка Стојановић, Радмила Бакочевић и Бисерка Цвејић. Своје прве наступе са Филхармонијом су у то време забележили и данас реномирани уметници: диригент Даринка Матић-Маровић, виолиниста Јован Колунџија, виолончелисткиња Ксенија Јанковић и други. Отварањем тадашње Југославије према иностранству, у овом периоду Београдска филхармонија је угостила велике уметнике међу којима су диригенти Рафаел Кубелик, Игор Маркевич, Сер Малколм Сарџент, Карл Бем, Леополд Стоковски, Кирил Кондрашин, Генадиј Рождественски, Зубин Мехта, Џон Барбироли, Рудолф Кемп, Шарл Дитоа, Неме Јарви, Арон Копланд, виолинисти Јехуди Мењухин, Давид Ојстрах, Исак Штерн, Хенрик Шеринг, Леонид Коган, Гидон Кремер, виолончелиста Андре Навара, пијанисти Артур Рубинштајн, Маурицио Полини, Свјатослав Рихтер, Алдо Чиколини, Ђина Бакхауер, Емил Гиљелс, Ивон Лорио, флаутиста Жан-Пјер Рампал и други.
Београдска филхармонија је у овом раздобљу остварила и најзначајнија гостовања у својој дотадашњој историји и представила се у срединама са дужом и далеко богатијом уметничком традицијом. Тако је оркестар наступао у Италији, Аустрији, СР Немачкој, ДР Немачкој, Бугарској, Мађарској, Румунији, Чехословачкој, СССР-у, Швајцарској, Великој Британији, Норвешкој, Мексику и на Куби. Такође, Београдска филхармонија гостовала је на реномираним међународним фестивалима као што су Прашко пролеће, Берлинске свечане недеље, Фестивал два света у Сполету, као и на фестивалима у Монтреу, Бергену и Софији. Успешни наступи резултирали су и значајним снимцима које је оркестар остварио прво за домаће, а потом и чувене светске дискографске куће Philips, Decca, и Electrola. Два издања припадала су серији Чувени оркестри Европе, где се Београдска филхармонија нашла у друштву Бечке, Берлинске и Дрезденске филхармоније, Париског оркестра и Нове филхармоније из Лондона које су, између осталих, предводили О. Клемперер, Ш. Минш и Х. фон Карајан. Београдску филхармонију су тада светски стручњаци рангирали на пето место најбољих европских оркестара, чему су допринели и снимци за угледну светску издавачку кућу EMI. Године 1970, снимак руских арија у извођењу чувеног тенора Николаја Геде и Београдске филхармоније добио је Grand Prix d’ Europe за најбољу плочу године.

### Осамдесете и деведесете
Здравковића је 1978. године на месту директора, уметничког директора и шефа диригента наследио његов некадашњи студент Ангел Шурев (1932-2004), који је на том месту био у два наврата, од 1978-79. и 1982-1983. године. Напредак оркестра настављен је, додуше, не тако интензивним, али и даље веома значајним наступима и турнејама по Италији, Чехословачкој, Мађарској и Бугарској, које су реализоване са Шуревим, а потом и са Антоном Коларом (1942), који је као шеф диригент радио од 1979-1981. године.
Средином 80-их година прошлог века, паралелно су деловали уметнички директор Хорст Ферстер (1920-1987), од 1985-1987. године и директор и шеф диригент Јован Шајновић (1924-2004), од 1983-1989. године, који су остварили запажене турнеје по Аустрији, Италији, Белгији, СР Немачкој и Шпанији. Највећи допринос Ферстер је дао у интерпретацијама немачког романтичарског концертног репертоара, нарочито Шумана, Брамса и Бетовена, а у овом периоду са оркестром су наступали диригенти Вероника Дударова, Ханс Граф, Владимир Федосејев, Кристијан Мандеал, виолинисти Гидон Кремер, виолончелисти Хајнрих Шиф и Мстислав Ростропович, пијанисти Александар Слободјаник, Елизабета Леонскаја и други. Од домаћих уметника, београдској публици су се тада по први пут представили данас познати пијанисти Александар Маџар, Наташа Вељковић и Рита Кинка, као и виолинисти Стефан Миленковић, Сретен Крстић и Матеја Маринковић.
Почетком 90-их година протеклог века, на чело оркестра је дошао већ тада афирмисани руски диригент Василиј Синајски (1947), који је током једне сезоне мандата шефа диригента и уметничког директора (1990—1991) значајно допринео новом подизању уметничког нивоа и извођачког квалитета оркестра. Остао је забележен његов наступ са Мстиславом Ростроповичем, као и концерти у Шпанији, а даљи рад са оркестром прекинуле су ратне околности. У том периоду, са Београдском филхармонијом су први пут наступили диригент Иван Фишер, тада млади пијаниста Борис Березовски, виолончелисти Станислав Аполин и Александар Књазев и флаутиста Орел Николе.
У овом периоду, руковођење институцијом преузела је дотадашња флаутисткиња Београдске филхармоније, Бранка Цвејић-Мезеи (1989-1999). Она је била прва, и до сада, једина жена на челу ове институције. У односу на дотадашњу праксу која је подразумевала да је челна фигура институције шеф-диригент који је неретко истовремено био и уметнички и административни руководилац, њеним доласком на место директора отпочела је нова фаза у функционисању институције у којој је направљена јасна дистинкцијa у надлежностима.
Ратне године на територији Балкана Београдску филхармонију су довеле на маргине европских концертних дешавања. Међутим, њен следећи шеф диригент Емил Табаков (1947) током четири сезоне на овој позицији (1994—1999), успео је да одржи солидан ниво и стекне велику наклоност музичара, али и београдске публике и критике. У то, за Београд и Србију, мрачно и тешко време, први пут су дошли диригенти који су наставили сарадњу са оркестром и у наступајућим годинама: Петр Вронски, Ђула Немет, Константин Кримец и Кристијан Мандеал, као и баритон Жељко Лучић, један од најпознатијих српских уметника данашњице, виолиниста Немања Радуловић, пијанисткиња Тамара Стефановић. Како фондови за културу готово да нису ни постојали, услови рада бивали су све тежи, те се институција суочила и са озбиљним техничким проблемима, а дотрајали инструментаријум достигао је ниво оних из аматерских друштава.

### Нови миленијум
Период бомбардовања Србије 1999. године, па до 2001. године, који је протекао под вођством Павла Медаковића, сигурно је један од најтежих у историји Београдске филхармоније. Без организоване концертне сезоне, са спорадичним концертним наступима, и без иједног значајнијег диригента или солисте, Београдска филхармонија дочекала је политичке промене крајем 2000. године. На позив новоименованог директора Ивана Тасовца (1966), који је на овој позицији био од 2001. до 2013. године, на место шефа диригента дошао је Урош Лајовиц (1944). Редован гост оркестра готово сваке сезоне од 1977. године, Лајовиц је на овој позицији био од 2001. до 2006. године. Овај период доноси велики преокрет у општем функционисању институције и раду оркестра, чиме се Београдска филхармонија постепено вратила на мапу значајних европских оркестара. Дошло је до смене генерација музичара, при чему су се млади уметници, школовани у светским музичким центрима, вратили у Србију и изградили нови имиџ оркестра, чији је просек старости тада био 28 година. У Београд су поново почели да долазе реномирани светски уметници, од диригената Зубина Мехте, Јиржија Коута, Бруна Вајла, Кирила Петренка, Леополда Хагера, Ена Шаоа, виолиниста Реноа Каписона и Најџела Кенедија, виолончелиста Готјеа Каписона и Гарија Хофмана, пијаниста Николаја Луганског и Дениса Мацујева, хорнисте Радована Влатковића, кларинетисте Пола Мејера, перкусионисткиње Евелин Глени и других. Оркестар је гостовао у Словенији, Аустрији и Италији. Реформисана је организација концерата путем сезонских претплата и унапређен систем продаје карата. Током сезоне 2003/04, оркестар се након реконструкције, вратио у своју новоопремљену зграду, са двораном која поседује 201 место. На иницијативу Зубина Мехте, у сезони 2005/06. основан је и фонд за набавку нових инструмената, који носи име овог великог диригента. Захваљујући донацијама из буџета, као и од приватних спонзора и донатора, до данас је у нове инструменте уложено преко 1,5 милиона евра.
По одласку Лајовица са места шефа диригента, на овој позицији се кратко задржао Доријан Вилсон (1964), који је у периоду 2006/07 до тада стандардни репертоар употпунио делима из америчке музичке литературе. Са њим је оркестар, након дуже паузе, отишао на прву велику турнеју по Шведској и остварио прво послератно гостовање у Сарајеву.
У годинама које су уследиле, са Београдском филхармонијом су наступали истакнути светски уметници – диригенти Кшиштоф Пендерецки, Мухаи Танг, Сер Невил Маринер, Ашер Фиш, виолинисти Сара Чанг, Иври Гитлис, Лијана Исакадзе, Изабел Фауст и Жил Апап, виолончелисти Давид Герингас и Сол Габета, пијанисти Герхард Опиц, Андреј Гаврилов, Бери Даглас, Елизабета Леонскаја и Жан-Ив Тибоде, трубачи Габор Болдоцки и Сергеј Накарјаков, хорниста Радек Баборак, обоиста Алексеј Огринчук и други. Након неколико успешних наступа са Београдском филхармонијом, за шефа-диригента је именован кинески диригент Мухаи Танг који је на овој позицији био од сезоне 2010/11, закључно са сезоном 2014/15.
Иновативним приступом при избору концертних циклуса и појединачних програма, као и све квалитетнијим интерпретацијама, Београдска филхармонија је значајно повећала број претплатника, и обогатила репертоар новим и до тада у Београду неизведеним остварењима, која се публици представљају убрзо након светских премијера. Резултат ових напора је чињеница да је Београдска филхармонија први оркестар у региону са распродатим картама за неколико месеци унапред.
Са оркестром наступају диригенти Михаил Јуровски, Ен Шао, Габријел Фелц, Џејн Гловер, Еиђи Оуе, Хауард Грифитс, пијанисти Фазил Сај, Симон Трпчески, Лиља Зилберштајн, Елисо Вирсаладзе, Нелсон Фреире, Борис Березовски, Андреј Гаврилов, виолинисти Јулијан Рахлин, Сергеј Крилов, Вадим Рјепин, Немања Радуловић, виолончелисти Миша Мајски, Антонио Менезес, Миклош Перењи, Стивен Исерлис, Марио Брунело, Јоханес Мозер, Маја Богдановић, гитариста Шерон Избин, флаутиста Емануел Паји, харфиста Гзавије де Местр, дуо Игудесман и Џу итд.
Поред редовних концертних активности у Србији, Београдска филхармонија интензивно ради на међународној промоцији оркестра. Један од најзначајнијих пројеката те врсте је организовање прве турнеје по САД, која је са великим успехом реализована у октобру 2014. године. Због тога је и 2011. године у Њујорку основана прва америчка фондација једне српске националне институције – Амерички пријатељи Београдске филхармоније. Један од њених главних циљева је прикупљање средстава за изградњу нове, репрезентативне концертне дворане Београдске филхармоније, која ће задовољити све веће захтеве концертне публике, али и највише светске техничке и акустичке стандарде.

## Београдска филхармонија данас
Београдска филхармонија је данас позиционирана као најбољи оркестар у региону и ансамбл који представља освежење на међународној концертној сцени. Према наводима међународних медија, Београдска филхармонија је "култни српски оркестар" (Financial Times), "један од водећих европских оркестара" (Independent), "оркестар који гледа само напред" (Washington Post), и "ансамбл који са собом носи велику дозу наслеђа и поноса" (New York Times).
Специфичан имиџ, као резултат инвентивних уметничких концепата и креативног маркетинга, утицао је на препознатљивост оркестра. Тако је Београдска филхармонија убрзо привукла многа позната имена класичне музике, која су дала своју подршку њеном даљем развоју. Међу њима се нарочито издваја вишедеценијско пријатељство са Зубином Мехтом, који редовно одржава добротворне концерте са оркестром. Београдска филхармонија је први оркестар у региону, али и шире, који започиње своје концертне сезоне са комплетно распродатим улазницама.
За шефа-диригента Београдске филхармоније од сезоне 2017/18 именован је Габријел Фелц, а за главног гостујућег диригента Данијел Рајскин.
Београдска филхармонија је 2017. године започела традицију концерата на отвореном који бележе историјски успех и представљају највеће концерте класичне музике на отвореном на Балкану. Више од 30 000 људи присуствовало је првом концерту који је предводио шеф диригент Габријел Фелц, а као специјални гост наступио је чувени Зубин Мехта. Наредне, 2018. године, Београдска филхармонија је заједно са Фелцом надмашила претходни успех, окупивши више од 40 000 људи на свом другом концерту на отвореном.
Квалитету рада оркестра значајно доприноси и Фондација Београдске филхармоније Зубин Мехта са својим стратешким партнерима. Најважнији циљеви оркестра у оквиру петогодишњег планирања активности и развоја су позиционирање на међународној музичкој сцени, промоција оркестра на другим континентима, као и почетак изградње нове концертне дворане у Београду, кроз модел јавно-приватног партнерства, уз подршку фондације Амерички пријатељи Београдске филхармоније.
Београдска филхармонија иницира, реализује и подржава акције од значаја за унапређење друштва, промоцију толеранције, регионалне и међународне сарадње. Оригинални и јединствени концепт циклуса новогодишњих концерата, који кроз музику промовише етничке и верске различитости, привукао је велику пажњу домаће и стране јавности, а препознат је и подржан од стране Европске уније. Београдска филхармонија је покренула и регионалну сарадњу три националне филхармоније Србије, Хрватске и Словеније, у оквиру пројекта Пика-точка-тачка.

## Уметнички руководиоци
Уметнички руководиоци (главни диригенти) Београдске филхармоније су били:
- Стеван Христић 1923-36.
- Ловро Матачић 1936-39.
- Оскар Данон 1944-51.
- Крешимир Барановић 1951-61.
- Живојин Здравковић 1961-78.
- Ангел Шурев 1978-79.
- Антон Колар 1979-81.
- Ангел Шурев 1982-83.
- Јован Шајновић 1983-89, Хорст Ферстер (директор) 1985-87.
- Василиј Синајски 1990-91.
- Емил Табаков 1994-99.
- Павле Медаковић (директор) 2000-01.
- Урош Лајовиц 2001-06.
- Доријан Вилсон 2006-07.
- Мухаи Танг 2010-15.
- Габријел Фелц 2017-

## Међународна гостовања и турнеје
Доласком Живојина Здравковића на позицију шефа-диригента 1961. године и почетком првог „златног доба“ Београдске филхармоније, интезивирају се међународне активности оркестра.
Oд 1962. до 1978, реализовано је преко двадесет турнеја у четрнаест држава: Западна Немачка – четири пута, Бугарска, Румунија, Италија, Аустрија и СССР – по два пута, као и Турска, Мађарска, Чехословачка, Источна Немачка, Швајцарска, Норвешка, Велика Британија, Мексико и Куба – по једном. Неке од ових турнеја су обухватале десет и више концерата. У оквиру ових гостовања забележена су и учешћа на реномираним фестивалима попут Прашког пролећа, Фестивала два света у Сполету и Берлинских свечаних недеља.
Посебан успех у овом периоду, оркестар остварује на турнеји по Енглеској 1965. године:
Девет контрабаса, дванаест виолончела и остатак гудача у сразмери с тим (…) претворили су деби Београдске филхармоније у добродошлу светковину сочне звучности. То је веома дисциплиновано тело, потпуно достојно међународног подијума. – Sunday Times
Након одласка Живојина Здравковића са руководеће позиције, осамдесетих и деведесетих година 20. века постепено се смањује број наступа оркестра у иностранству услед наступања санкција, блокада и визних режима. Први инострани наступ након бомбардовања одржан је у септембру 1999, на фестивалу Олимп у античком амфитеатру у грчком граду Диону пред 3000 слушалаца. Концерт који је предводио Дејан Савић, Филхармонија је извела уз хор РТС-а и пијанисту Дејана Синадиновића, као солисту у Христићевој Рапсодији за клавир и оркестар.
Ступање Ивана Тасовца на функцију директора Београдске филхармоније 2001. године донело је велики преокрет у функционисању институције и раду оркестра, чиме се Београдска филхармонија постепено вратила на мапу значајних европских ансамбала.
Прву већу турнеју у новом веку, Филхармонија одржава 2006. године у Шведској са седам концерата (Малме, Ваксјо, Вара, Гетеборг, Јончепинг, Стокхолм, Итерјерна) под палицом шефа-диригента Доријана Вилсона. У периоду који је уследио остварена су значајна гостовања и турнеје у иностранству, међу којима се посебно истиче концерт у Дубровнику 2011. године са Зубином Мехтом и Јулијаном Рахлином као солистом. Овај концерт бележи се као историјски, зато што представља први наступ једног српског оркестра у Хрватској након распада Југославије.
Турнеје са већим бројем концерата одржане су у Италији 2011. године (тринаест), са три диригента и неколицином солиста од којих се издваја Стефан Миленковић и Швајцарској и Немачкој 2014. године (седам) уз Мухаја Танга и истакнуте европске солисте.
Од скоријих међународних успеха издваја се гостовање у престижној московској сали Чајковски у септембру 2016. године под управом Данијела Рајскина, концертом којим је отпочела сезона Московског филхармонијског друштва, затим наступ у Палати уметности (МУПА) у Будимпешти исте године, као и два веома успешна наступа у Музикферајну у Грацу, 2018. године са Габријелом Фелцом.

### Америчка турнеја 2014.
Прва америчка турнеја Београдске филхармоније успешно је реализована у октобру 2014. године. Америчка публика је уз овације испратила Београдску филхармонију са концерата у Симфонијском центру у Чикагу, Северанс холу у Кливленду, Музичком центру Стратмор у Вашингтону, а прави тријумф је обележио последњи концерт у готово распродатом Карнеги холу у Њујорку. Оркестар је предводио тадашњи шеф диригент Мухај Танг, а као солиста на два концерта наступио је светски познати баритон српског порекла и звезда “Метрополитан” оперe, Жељко Лучић.
Оркестар је на међународну критику оставио позитиван утисак ансамбла у успону:
На основу овог наступа, оркестар Београдске филхармоније је ансамбл на који у будућности треба обратити пажњу. Музичари су млади, талентовани и предани; уз снажно вођство (како уметничко тако и административно) и континуирано финансирање, имају потенцијал да буду врхунски.
Оркестар је сваки концерт започињао интонирањем српске химне Боже правде, а програм је био састављен од комбинације композиција националних и интернационалних композитора. Уврштена су дела која припадају врхунском репертоару, а истовремено су и атрактивна ширем аудиторијуму. Тако је публика у Америци била у прилици да чује остварења као што су Словенски марш Петра Иљича Чајковског, Маскарада Арама Хачатуријана и Симфонија бр. 2 Јана Сибелијуса, Прва оркестарска свита Охридска легенда Стевана Христића, као и репрезентативне одломке из Вердијевих опера Магбет и Риголето заједно са Жељком Лучићем. Оркестар је за бис изводио Грлицу Стевана Христића и Марш на Дрину Станислава Биничког.

### Кинеска турнеја 2023.
Као посебан тријумф издваја се турнеја у Кини у новембру 2023. године, одржана у светлу прославе стогодишњице оркестра. Под вођством чувеног естонског диригента Немеа Јарвија, оркестар је наступио у Сијану, Вејфангу, Пекингу и Шангају.
Кинески медији бележили су успех ових гостовања уз наслове „Београдска филхармонија одушевљава публику у Пекингу“ и „Оркестар Београдске филхармоније прославио стогодишњицу сјајним концертом у Пекингу“, а стручна критика објављена на сајту Националног центра за извођачку уметност, оценила је наступ у овој дворани као „страствену фантазију оркестра која је публици пружила незаборавно искуство“, додавши да је „перфектном интерпретацијом уз маестра Јарвија, Београдска филхармонија показала сав свој сјај“.

## Камерни састави Београдске филхармоније

### Гудачки квартет Београдске филхармоније
Музичари Београдске филхармоније Јелена Драгнић, Владан Лончар, Борис Брезовац и Александар Латковић оснивају Гудачки квартет у оквиру овог оркестра 2011. године.
У своје најскорије успехе Квартет убраја концерте на сценама као што су Манарат Ал Садијат у оквиру фестивала Абу Даби Класикс, отварање концертне сезоне Камерна музика у пустињи у оази Лива, такође у Уједињеним Арапским Емиратима, два гостовања у Кини у концертној сали у Тјанђину, концерт у Културном центру Србије у Паризу и концерт у Културном центру у Измиру у Турској.
У јулу 2017. Квартет се представио на Љубљана фестивалу, док је у претходном периоду наступио на Мокрањчевим данима у Неготину, на Фестивалу Еспресиво на Цетињу, Сарајевским вечерима музике, у Модерној галерији у Подгорици, отворио Сомборске музичке свечаности и фестивал Филипови дани у Нишу и обележио Дан града Бања Луке концертом у Народном позоришту Републике Српске.
У јуну 2015. објављен је први компакт диск Квартета са делима Бетовена и Брамса у издању Београдске филхармоније и уз учешће кларинетисте Огњена Поповића.

## Едукација најмлађих и стварање нове публике
Један од најважнијих циљева Филхармоније је неговање нове концертне публике. Мотивисани одличним одјеком у јавности који имају програми за млађе генерације, у Филхармонији су посвећени су стратешком осмишљавању и реализацији програма за децу и младе. Едукативни програми намењени су деци од најранијег предшколског узраста, до студентске популације.
Мисија да што већи број деце добије прилику да уђе у концертну дворану и чује и види оркестар, као и да се млади упознају са Филхармонијом и класичном музиком, резултовала је тиме да је редовна концертна сезона обогаћена циклусима концерата за децу.
Организовани долазак деце различитих узраста на пробе и концерте, такође је део овог стратешког плана. У зависности од циљева посете и узраста деце, они се упознају са институцијом, зградом, начином рада оркестра, елементарним музичким појмовима, или основама менаџмента у култури. Ту је и успешна пракса посета мањих састава Филхармоније вртићима и школама, где се остварује непосредан контакт деце са музичарима и инструментима, а све у окружењу блиском детету.

### Концерти за бебе
Београдска филхармоније је од сезоне 2018/19 увела концерте за бебе од нула до две године, као део својих редовних активности. Програм је специјално прилагођен најранијем узрасту као и цела институција, која се претвара у дечије игралиште. Пред бебама наступа оркестар у пуном саставу изводећи композиције наменски компоноване за овај узраст или нумере познате из литературе, специјално аранжиране за оркестар.
Ови циклуси су наишли на огромно интересовање јавности, медија као и струковних удружења који су Филхармонији доделили бројне награде за овај пројекат. Пројекат Концерти за бебе награђен је вишеструким признањима, препознат као друштвено одговорни пројекат који доприноси бренду институције.

### Концерти за децу
Дечји програми садрже елементе правог симфонијског концерта, са великим оркестром на сцени, диригентом и стандардним симфонијским програмом, а да би малишани у свет класичне музике ушли на њима прилагођен начин ту је и глумац наратор. Костими, илустрације, представљање инструмената, игра, само су неки од начина којима се деца кроз ове програме упознају са симфонијском музиком.
Октобар је резервисан за предшколски узраст, а у марту су програми намењени ученицима нижих разреда основне школе. Ово су највеселији периоди концертне сезоне, када за десет дана кроз салу Београдске филхармоније прође више од 2000 деце.
У претходним сезонама на програму концерата за децу била су Вивалдијева "Четири годишња доба", музика из "Хари Потер" филмова Џона Вилијамса, "Пећа и вук" С. Прокофјева, "Карневал животиња" К. Сен-Санса, "Чаробњаков ученик" П. Дикаа, "Прича о Бабару" Ф. Пуланка, "Крцко Орашчић" П. И. Чајковског. 

### Отворене пробе Београдске филхармоније
Отворене пробе су један од најзапаженијих пројеката институције у јавности. Овај вид интерактивног приступа едукацији намењен је деци предшколског и млађег школског узраста. Главни носиоци су музичари Београдске филхармоније, који на начин прилагођен узрасту, уводе малишане у свет класичне музике.
Радионице се састоје од три дела: уводна презентација инструмената, проба инструмената и присуствовање редовној проби оркестра, где се у току петнаест минута боравка деца упознају са пуним симфонијским звуком. Презентација је прилагођена узрасту деце, тако да се најмлађима приступа првенствено кроз игру, док се за школску децу припрема прича са више едукативних елемената.

### Са Филхармонијом на Ти
Ови програми намењени су деци школског узраста, као и студентима. Посете Филхармонији укључују презентацију о самој институцији, упознавање музичара и симфонијског оркестра, обилазак зграде, упознавање са капацитетима и плановима установе и присуствовање пробама оркестра. У сарадњи са музичким школама организоване су стручне посете пробама, као и присуствовање концертима.
У претходним сезонама, гости Београдске филхармоније биле су групе ученика Математичке гимназије из Београда, гимназијалце из Шапца, Лебана, Горњег Милановца, Крагујевца, ученике музичких школа Војислав Вучковић и Коста Манојловић из Београда, Исидор Бајић из Новог Сада, студенте Факултета организационих наука, Факултета драмских уметности, Мегатренд универзитета, Факултета за медије и комуникације и друге.

### Оркестарска академија – Филхадемија
У склопу пројеката едукације, Београдска филхармонија улаже у младе будуће професионалце кроз Оркестарску академију – Филхадемију. За најбоље студенте и дипломиране музичаре Србије и региона, ово је вид професионалног усавршавања уз менторе, музичаре Београдске филхармоније, уз које се стиче драгоцена пракса оркестарског музицирања. Након завршене Оркестарске академије, полазници добијају сертификат о учешћу.
Млади музичари активно учествују у радном процесу и завршном концерту који предводи један од реномираних диригената који наступа у оквиру редовне концертне сезоне Београдске филхармоније. Репертоар се бира са намером да се обраде специфичности оркестарског музицирања, које полазници Филхадемије припремају и изводе раме уз раме са колегама из Београдске филхармоније на завршном концерту. Фабрис Болон је предводио завршни концерт 2016. године, Данијел Рајскин 2017. и Урош Лајовиц завршни наступ оркестарске акадeмије из 2018.

## Концерти на отвореном

### Први музички пикник
Београдска филхармонија је 25. јуна 2017. године, под управом шефа диригента Габријела Фелца, поклонила публици највећи концерт класичне музике у историји Србије на отвореном. Као специјални гост наступио је чувени маестро Зубин Мехта.
Организован је музички пикник и то на месту где се планира нова зграда Филхармоније, у новобеоградском Блоку 13, на пољани између Тржног центра Ушће и Палате Србија. Београдска филхармонија је позвала публику да сама изабере програм првог концерта на отвореном који се састојао од најлепших нумера класичне музике. На сајту институције забележено је 5,8 милиона кликова, а нумере које су имале највише гласова, оркестар је извео на концерту коме је присуствовало 30.000 људи.

### Музички пикник под звездама
Други концерт на отвореном Београдске филхармоније - музички пикник под звездама, одржан је 24. јуна 2018. године, у новобеоградском блоку 13. Заједно са шефом диригентом Габријелом Фелцом, оркестар је извео аудио-визуелни спектакл под називом HD Одисеја коме је присуствовало више од 35.000 људи.
Оркестар је свирао ремек-дела класичне музике уз спектакуларне снимке Земље и Космоса које је радила америчка свемирска агенција НАСА. „Земља“ и „Космос“ су део иновативне филмске трилогије HD Одисеја који је премијерно извео Хјустонски симфонијски оркестар. Српска публика је била прва у Европи која је видела сегмент „Космос“.
Уз снимке планете Земље оркестар је свирао Тако је говорио Заратустра Рихарда Штрауса, и Кратку вожњу у брзој машини Џона Адамса. Снимке Космоса пратила је Симфонија Из Новог света Антоњина Дворжака.

### Концерт на отвореном 2019–2023:Дизнијева фантазијауживо
Београдска филхармонија је за свој трећи концерт на отвореном 2019. године планирала да изведе Дизнијеву фантазију уживо, „live to film“ концерт на коме би се представила компилација чувене Фантазије из 1940. године и Фантазије 2000. Због временских непогода у Београду током јуна и септембра ове године, наступ је три пута одлаган пре него што се од њега морало у потпуности одустати. Tим поводом овај догађај је директор Београдске филхармоније Иван Тасовац назвао "најпознатијим концертом који се није одржао."
Нова прилика да се овај концертни спектакл одржи, указала се у оквиру прославе стогодишњице оркестра у јуну 2023. године. Био је то први пут да се овај лиценцирани музичко-филмски спектакл Дизни компаније извeo на подручју Балкана, а на Ушћу је окупио око 20.000 посетилаца.

## Зубин Мехта и Београдска филхармонија
Као велики пријатељ Београдске филхармоније, Зубин Мехта је увек спреман да подржи оркестар са којим је први пут наступио на самом почетку своје каријере и са којим је у новом миленијуму интензивирао везе. Један од највећих диригената данашњице са оркестром Филхармоније негује посебне односе и стално се враћа у Београд, градећи пријатељство које одавно превазилази оквире музике и уметности. Маестро је осам пута предводио оркестар Београдске филхармоније, последњи пут као специјални гост првог концерта на отвореном 2017.
Пре тога, приликом гостовања у јуну 2013, Мехта је помогао у остварењу великог филхармонијског сна. Гала концерт био је први део целовечерњег догађаја, иза кога је уследила донаторска вечера на којој је прикупљено 599.670 $, чиме је направљен први корак ка првој турнеји по САД, коју је оркестар успешно реализовао у октобру, 2014. године.
У раду са музичарима овог оркестра остварује посебну атмосферу, у којој влада пријатељство и уживање у стварању музике. Зубин Мехта се сваки пут одриче хонорара у корист Фондације Београдске филхармоније, чији је почасни председник.
Приликом сваког доласка Мехта користи прилику да јавност подсети на неопходност изградње нове концерте дворане, која би била дом Београдске филхармоније и симбол Београда, „препознатљив из авиона“.
„Са Београдском филхармонијом повезан сам од свог првог гостовања 1958. године и са великим интересовањем пратио сам развој овог дивног оркестра, посебно након 2000. године. Са Иваном Тасовцем на челу, Београдска филхармонија се истински развила у један од најбољих европских оркестара и заслужује сваку могућу подршку. Идеја о изградњи нове концертне дворане несумњиво је од виталног значаја за овај сјајни ансамбл, и важно је да Београдска филхармонија коначно добије нови дом, који истински заслужује.“
Током боравка у фебруару 2010. године, маестро Мехта се одрекао и ауторских права за аутобиографију Партитура мог живота, која је објављена у оквиру издавачке делатности Београдске филхармоније. Мехта је приком те посете проглашен за почасног председника Фондације, која се од тада поноси његовим именом – Фондација Београдске филхармоније Зубин Мехта.
Приликом гостовања 2005, на његову иницијативу, основан је фонд за набавку инструмената који носи име великог маестра, и који је био полазна основа за обнову инструментаријума.

## Награде и признања
- Удружење за тржишне комуникације: награда УЕПС 2019, два бронзана признања у категоријама: Бренд ПР Друштвено одговорна кампања Пројекат: Концерти за бебе
- Маркетинг мрежа: награда Кактус 2019 Категорија - Односи с јавношћу Пројекат: Концерти за бебе
- Друштво Србије за односе с јавношћу, награда Признање 2019 у две категорије: Комуникација друштвено одговорних пројеката Бренд ПР Пројекат: Концерти за бебе
- Друштво Србије за односе с јавношћу, награда Признање 2018 ПР комуникација у интегрисаним кампањама Пројекат: Први концерт на отвореном – музички пикник
- Магазин PC PRESS у сарадњи са РНДИС, Топ 50 најбоље онлајн ствари Специјално признање за сајт Београдске филхармоније 2016
- Супербренд Србије, категорија култура и манифестације: 2012/13, 2015/16, 2017/18.

## Сала Београдске филхармоније
Током сезоне 2003/2004 реконструисана је зграда Београдске филхармоније, данас је то модеран и савремено опремљен простор смештен у самом центру града. Дворана поседује 201 место и омогућава идеалне услове за аудио и видео снимања, а једна је од ретких у земљи која има адекватну опрему за пријем публике са посебним потребама.
Осим за свакодневне пробе оркестра сала Београдске филхармоније се користи и за концерте других солиста, камерних састава и оркестара, промоције, презентације, јубилеје, изложбе...
Изузетна акустичност и адекватан простор обезбеђују одржавање квалитетних концерата камерне музике, солистичких наступа и реситала. У сали Београдске филхармоније концерте редовно организују, музичке школе за концерте ученика, амбасаде Јапана, САД, Норвешке, Холандије, Шпаније, Словеније, Италијански институт за културу, бројни домаћи и инострани камерни састави.
Атрактиван ентеријер привлачи бројне угледне компаније за одржавање промоција производа, презентација услуга, као и јубиларних свечаности. Неки од досадашњих корисника су Америчка привредна комора (AmCham), компаније Рош (Roche), Фарма Свис (Pharma Swiss), Комон Сенс, Атика Медија, Траг фондација и многи други.
У сали Београдске филхармоније снимане су многобројне рекламе и телевизијски спотови. Кликом на линк погледајте виртуелну туру кроз зграду Београдске филхармоније.

## Галерија
- Програми појединих концерата Београдске филхармоније, који су се одржали у Задужбини Илије М. Коларца у периоду од 1932. до 1934. године.